# Aporrhais serresiana
Aporrhais serresiana (nomeada, em inglês, Mediterranean pelican's-foot ou de Serre’s pelican’s foot; na tradução para o português, "pé-de-pelicano-do-Mediterrâneo" ou "pé-de-pelicano-de-Serres") é uma espécie de molusco gastrópode marinho do nordeste do Atlântico, pertencente à família Aporrhaidae, na ordem Littorinimorpha. Foi classificada por Louis André Gaspard Michaud, em 1828; descrita como Rostellaria serresiana, em homenagem a Pierre Marcel Toussaint de Serres, no texto "Description de plusieurs espèces de coquilles vivantes de la Méditerranée", publicado no Bulletin d'Histoire Naturelle de la Société Linnéenne de Bordeaux; citando que sua localidade-tipo é Barcelona, Espanha, sendo "comunicada a mim (Michaud) pelo senhor Bastide, cirurgião-major do 16º regimento de infantaria de linha, que a encontrou constantemente com o animal". É nativa de profundidades da zona nerítica entre 75 e 2.000 metros, nas costas da Islândia e Noruega até o oeste do mar Mediterrâneo e norte do Marrocos, incluindo ilhas Britânicas, mar Báltico e mar do Norte. Trata-se de uma espécie presente no território português, incluindo a zona económica exclusiva.

## Descrição da concha e animal
Conchas delgadas, dotadas de constituição frágil, semelhantes às de Aporrhais pespelecani, embora geralmente menores e mais delicadas, com projeções mais finas; chegando de 5 a 6.5 centímetros de comprimento, quando desenvolvidas; de espiral moderadamente alta e cônica, com voltas dotadas de calosidades e suturas (junção entre as voltas) muito impressas. O lábio externo possui uma grande expansão alar, mais ou menos desenvolvida e característica, dotada de quatro finas projeções pontudas; com seu canal sifonal, por vezes alongado, sendo tomado por uma quinta projeção. A coloração é esbranquiçada, amarelada, alaranjada ou salmão. Interior e columela brancos. Opérculo muito pequeno, córneo e elipsoidal, com bordas lisas. Focinho longo; tentáculos cefálicos longos, cilíndricos, com olhos na base; machos com pênis tentaculiforme, atrás do tentáculo direito. Pé com margem anterior dividida em dois gumes, diferindo de Aporrhais pespelecani pela sua cabeça com uma linha branca mediana em fundo vermelho e por tentáculos com uma linha branca central, sem cor vermelha.

## Habitat e hábitos
Aporrhais serresianus é encontrado em habitats bentônicos com lama.